# (240022) Demitra
(240022) Demitra est un astéroïde de la ceinture principale.

## Description
(240022) Demitra est un astéroïde de la ceinture principale. Il fut découvert le 15 octobre 2001 à l'Observatoire Palomar par le programme NEAT. Il présente une orbite caractérisée par un demi-grand axe de 3,17 UA, une excentricité de 0,08 et une inclinaison de 10,1° par rapport à l'écliptique.

## Compléments